# Inno dei lavoratori
L'Inno dei lavoratori, noto anche come il Canto dei lavoratori o l'Inno del Partito Operaio Italiano, è un inno socialista italiano scritto da Filippo Turati e musicato da Amintore Galli.
Pubblicato nel marzo del 1886, l'inno fu composto per il Partito Operaio Italiano, guidato da Costantino Lazzari. Divenne rapidamente popolare, ed è considerato una delle canzoni storiche più significative del movimento operaio italiano, accanto a Bandiera rossa, L'Internazionale, e l'Inno del Primo Maggio. Fu censurato dai successivi governi del Regno d'Italia, inclusi durante la prima guerra mondiale e sotto l'Italia fascista.
Nonostante la popolarità dell'inno, i suoi autori ne erano imbarazzati. Turati in seguito dichiarò il poema "un peccato giovanile poetico", mentre Galli mantenne nascosta la sua autoria della musica, ed era tormentato dalla paura e dallo stress nella sua vita successiva a causa della sua popolarità e della censura.

## Storia

### Composizione testuale
L'Inno dei Lavoratori fu commissionato dai primi esponenti del socialismo italiano, in particolare Costantino Lazzari, futuro segretario del Partito Socialista Italiano. Lazzari, allora leader del Partito Operaio Italiano, desiderava un inno per inaugurare lo stendardo della Lega dei Figli del Lavoro, un'associazione milanese di lavoratori manuali che sosteneva l'assistenza reciproca, l'educazione popolare, la protezione dei diritti dei lavoratori e l'emancipazione sociale.

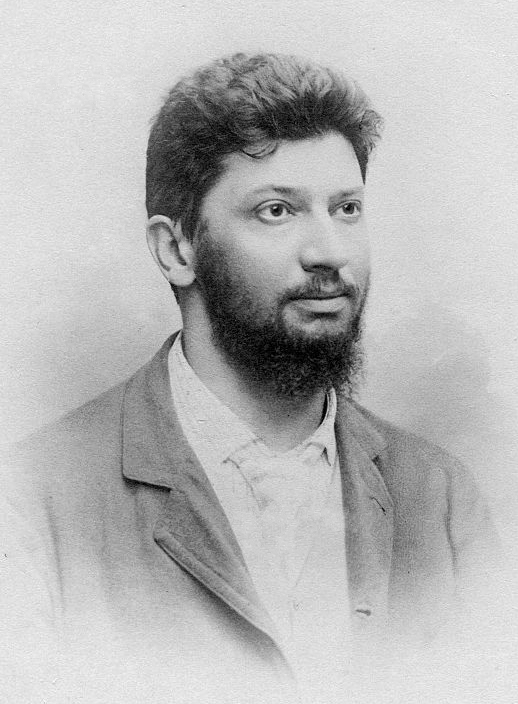
Filippo Turati, circa 1890

Per il testo, Lazzari commissionò Filippo Turati, un giovane avvocato associato alla Lega Socialista Milanese, riconosciuta per il suo carattere intellettuale. Turati era riluttante a comporre l'inno, ma fu incoraggiato da sua madre, Adele. Si vergognava del testo finale e promise a Lazzari di riscriverlo, ma Lazzari lo accettò. L'inno fu pubblicato il 7 marzo 1886 sul giornale milanese La Farfalla, sotto il nome di Turati. Il 20 e 21 marzo 1886, l'inno fu pubblicato senza citare Turati nel giornale del partito, Il Fascio Operaio. Il testo fu modificato per adattarsi alla musica.
Anni dopo la pubblicazione della canzone, nel suo processo per la strage di Bava Beccaris, Turati fu chiesto di dichiarare la sua autoria dell'inno, che confermò. Disse che l'inno era "un peccato poetico giovanile", e replicò:
(Filippo Turati)

### Composizione musicale
La musica per l'Inno dei Lavoratori fu composta da Amintore Galli, allora direttore artistico della Casa Musicale Sonzogno di Edoardo Sonzogno e presidente di Contrappunto e Estetica Musicale al Conservatorio di Milano. L'Inno dei Lavoratori è la composizione più famosa di Galli.
Le circostanze che portarono alla commissione di Galli sono controverse. Secondo un racconto, Galli fu ingannato nel credere che la melodia sarebbe stata usata su un altro testo rispetto all'Inno dei Lavoratori, scritto da Luigi Persico. Riciclò una melodia che aveva composto in precedenza nella sua vita, per un'associazione di cui non ricordava. Una lettera del sindaco di Finale Emilia, datata 5 dicembre 1904, sostiene che Galli prese una melodia del Tantum ergo cantato nelle chiese di Finale; Galli aveva vissuto a Finale tra il 1871 e il 1873.
Lazzari ricordava di aver sentito Galli suonare la composizione per la prima volta nel febbraio 1886, negli uffici di Il Secolo, il giornale di Sonzogno, per cui Galli era critico musicale. Galli suonò delicatamente per evitare l'attenzione dei collaboratori ostili del giornale nelle stanze adiacenti. La composizione fu ascoltata tra i compagni di Lazzari "in una allegra serata carnevalesca, che passammo nella modesta trattoria Tresoldi in Via Bocchetto", e ottenne subito successo.
La prima edizione della musica non è stata recuperata e probabilmente non conteneva il nome di Galli. Potrebbe essere stata stampata clandestinamente alla Casa Musicale Sonzogno. Alcuni sostengono che la musica sia stata composta da Zenone Mattei, un compositore di Amelia, Umbria, che fu accreditato per la prima volta in un'edizione svizzera del 1894, stampata dalla Tipografia Industriale di Zurigo. Galli aveva vissuto ad Amelia subito dopo essersi diplomato al Conservatorio di Milano.

### Popolarità
Il 28 marzo 1886, la canzone ebbe la sua prima esibizione pubblica in un congresso del Partito Operaio Italiano. Il luogo e gli esecutori sono disputati tra la sala dell'Associazione dei Lavoratori in Via Campo Lodigiano, eseguita dalla Società Corale Donizetti, e la sede del Partito Operaio Italiano in Via San Vittorio al Teatro, eseguita dalla Società Corale Vincenzo Bellini.
La canzone divenne popolare, in particolare nell'opposizione repubblicana e socialista alla Marcia Reale, l'inno nazionale ufficiale del Regno d'Italia. Fu riprodotta in molti canzonieri e ispirò diverse varianti e parodie. Nel 1888, Lazzari cantò la canzone a un congresso internazionale sindacalista a Londra, alla presenza di John Burns, ricevendo un'accoglienza calorosa. Lazzari ricordava anche di aver cantato la canzone fuori dalle mura della prigione di Casale Monferrato, dove un socialista imprigionato, Alfredo Casati, gliela ripeté.
Il Partito Socialista Italiano, così nominato nel 1895 a Parma ( a Genova Partito dei Lavoratori Italiani, Reggio Emilia 1893 Partito Socialista dei Lavoratori italiani) adottò la canzone come suo inno ufficiale. Fu cantata nelle prime celebrazioni del primo maggio in Italia. Nel 1899, il partito dichiarò l'inno uno dei tre inni socialisti italiani più conosciuti, insieme alla Marcia socialista mondiale e all'Inno del Primo Maggio.
Il 7 giugno 1914, i carabinieri ad Ancona uccisero tre manifestanti durante una marcia antimilitarista che cantava l'inno.
Durante il Biennio Rosso, due anni di intensi tumulti sociali in Italia tra il 1919 e il 1920, la canzone fu popolarmente cantata dai socialisti insieme alla Bandiera Rossa e L'Internazionale. Le squadre fasciste parodiarono le linee di apertura: Su fratelli, su compagne, / su, venite in fitta schiera fu sostituito da Venite gente, alla ricossa / Ai comunisti, si spacca le ossa.

### Censura
L'Inno dei Lavoratori ricevette una censura ufficiale ancor prima di essere eseguito: cinque giorni prima della sua prima esibizione, la prefettura di Milano aveva comunicato al partito che la canzone non doveva essere cantata né la sua conferenza ospitata, nell'interesse dell'ordine pubblico e della sicurezza. Cantare l'Inno dei Lavoratori fu rapidamente vietato in pubblico, e dal 1892, comportava una pena detentiva di almeno 75 giorni oltre a una multa di 100 lire. Numerosi resoconti registrano processi in cui l'accusa e la difesa dibattevano se un imputato avesse cantato la canzone o qualche canzone innocente. L'applicazione del divieto variava per provincia: durante i primi anni 1890, l'ufficio del procuratore pubblico di Milano si limitò a sequestrare 9.000 copie stampate dell'inno, sotto pretesto di irregolarità legali tra gli editori, mentre la stazione di polizia di Reggio Emilia andò oltre e arrestò i cantanti.
Il 21 febbraio 1896, la Corte di Cassazione italiana stabilì definitivamente che cantare l'inno poteva costituire un reato ai sensi dell'articolo 247 del codice penale italiano se si poteva dimostrare l'intenzione di incitare all'odio di classe. Una nota del Ministero dell'Interno alla prefettura di Bologna, datata 28 dicembre 1896, affermava che "per gli ordini giudiziari di Parma, Catania e Milano", "la versione stampata dell'Inno dei Lavoratori debba sempre essere sequestrata".
Entro il 1902, la canzone non era più proibita, anche se fu nuovamente censurata durante la prima guerra mondiale e sotto l'Italia fascista. Il 23 agosto 1940, l'anarchico Ciro Musiani fu denunciato a Rimini per aver fischiettato l'inno in una taverna, portando a un breve periodo di reclusione.

### Autore dell'inno

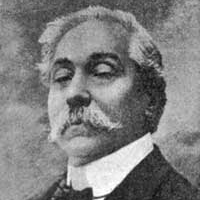
Amintore Galli

Galli era a disagio con la sua associazione all'inno, e manteneva sconosciuta la sua autoria della musica: non voleva entrare in una feroce rivalità tra il Partito Operaio Italiano e il Partito Radicale Italiano per le elezioni del 1886, e temeva ripercussioni dal Conservatorio di Milano e dai suoi circoli professionali. Inoltre, Galli era un cattolico praticante, conservatore politicamente e proprietario terriero.
Inizialmente, la musica fu attribuita a "Giano Martelli", un anagramma di Galli. Galli fu identificato per la prima volta come il compositore della musica durante un rapporto di polizia nel 1894, e nel 1917, l'Almanacco Socialista Italiano di Milano, una pubblicazione socialista, lo accreditò pubblicamente. Dopo la battaglia di Caporetto nell'autunno del 1917, la prefettura di Milano costrinse Galli a ritirare dal mercato le copie dell'inno a sue spese. Galli fu tenuto sotto sorveglianza della polizia per tutta la vita, sospettato di essere un sovversivo. L'esperienza dell'inno portò Galli a un significativo timore e stress, provocando una malattia dalla quale non si riprese. Era noto per mormorare: "Inno maledetto, quanto mi costi!".

## Edizioni
- "La Farfalla", n. 10, 7 marzo 1886, Milano.
- "Il Fascio Operaio", a. IV, n. 118, 20 e 21 marzo 1886, Milano.
- Il Canto dei Lavoratori. Inno del Partito Operaio Italiano, Poesia di Filippo Turati, tipografia Fantuzzi, Milano, 1889, con musica, 4 c., [16°].
- Inno dei lavoratori, partitura 20140, Copyright MCMXLV by Carish S.A., deposta a termini di legge, parole di Filippo Turati, musica di Zenone Mattei, riduzione di Tino Pelosi.

## Nella cultura populare
L'ottavo capitolo di La lanterna di Diogene di Alfredo Panzini è intitolato dopo l'inno. Panzini racconta di aver superato un gruppo di socialisti che cantavano l'inno, con un postino nella folla che gli chiede: "Non ti facciamo adesso paura, o ricco?" Panzini suggerì che una strofa dell'inno dovesse essere dedicata ai contadini di Romagna "nella quale fosse raccomandata la solerzia e la passione per i lavori agricoli... due qualità [che] non sono in eccesso". Sulla musica dell'inno, Panzini rifletté:
(Alfredo Panzini)
Il sol dell'avvenire, una commedia drammatica italo-francese del 2023 scritta e diretta da Nanni Moretti, condivide il titolo con una frase della terza riga dell'Inno dei Lavoratori. La trama riguarda la reazione di una sezione del Partito Comunista Italiano alla Rivoluzione Ungherese del 1956.